# ليونيد كيلموف
ليونيد كيلموف (بالأوكرانية: Клімов Леонід Михайлович)‏ هو سياسي أوكراني، ولد في 31 مارس 1953 في ماكيفكا في أوكرانيا. نشط حزبياً في حزب الأقاليم.

## مناصب
- انتخب نائب الشعب الأوكراني [الإنجليزية]‏ عن دائرة Electoral district #137  [لغات أخرى]‏ خلال فترته النيابية [الإنجليزية]‏ (12 ديسمبر 2012 – 27 نوفمبر 2014).
- انتخب نائب الشعب الأوكراني [الإنجليزية]‏ عن دائرة Electoral district #137  [لغات أخرى]‏ خلال فترته النيابية [الإنجليزية]‏ (27 نوفمبر 2014 – ).
- انتخب نائب الشعب الأوكراني [الإنجليزية]‏ خلال فترته النيابية  [لغات أخرى]‏ (23 نوفمبر 2007 – 12 ديسمبر 2012).
- انتخب نائب الشعب الأوكراني [الإنجليزية]‏ خلال فترته النيابية [الإنجليزية]‏ (25 مايو 2006 – 23 نوفمبر 2007).
- انتخب نائب الشعب الأوكراني [الإنجليزية]‏ خلال فترته النيابية  [لغات أخرى]‏ (14 مايو 2002 – 25 مايو 2006).